# Simulium ruizi
Simulium ruizi är en tvåvingeart som beskrevs av Vargas och Najera 1948. Simulium ruizi ingår i släktet Simulium och familjen knott. Inga underarter finns listade i Catalogue of Life.